# 儲氫

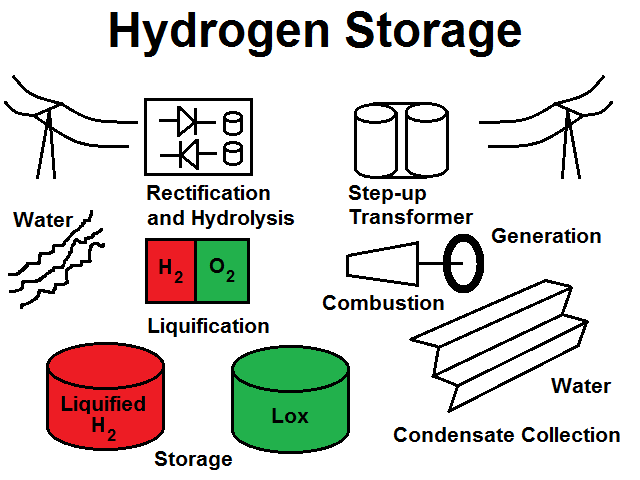
公用規模的地下液態儲氫

儲氫（英語：hydrogen storage）是一類將氫氣儲存並做為後續使用的技術。儲氫技術包含機械方式（高壓且低溫）或化學方式（化合物依需求釋放氫氣）。當大量氫氣被生產時，多數在生產現場被消耗掉，例如常見的氨氣合成。儲氫研發的驅動力來自於氫氣被視為能源載體，彌補間歇性能源的不足。儲氫技術的首要挑戰是氫氣極低沸點的本質：在20.268 K（−252.882 °C或−423.188 °F）左右沸騰。欲達到如此低溫需要相當可觀的能量。